# Amphoe Ban Kha
Amphoe Ban Kha (Thai: อำเภอบ้านคา) ist ein Landkreis (Amphoe – Verwaltungs-Distrikt) im Südwesten der Provinz Ratchaburi. Die Provinz Ratchaburi liegt im Westen der Zentralregion von Thailand an der Grenze zu Myanmar. 

## Geographie
Benachbarte Bezirke (von Norden im Uhrzeigersinn): die Amphoe Suan Phueng, Chom Bueng und Pak Tho der Provinz Ratchaburi sowie Amphoe Nong Ya Plong der Provinz Phetchaburi. Im Westen liegt die Tanintharyi-Division von Myanmar.
Die wichtigste Wasser-Ressource ist der Mae Nam Phachi (Thai: แม่น้ำภาชี – Phachi-Fluss). An seinem linken Ufer entsteht der Chaloem-Phra-Kiat-Thai-Prachan-Nationalpark, der sich bis hinein in den benachbarten Landkreis Pak Tho erstrecken wird.

## Geschichte
Am 1. Juli 1997 trennte die Regierung den südlichen Teil des sehr großen Landkreises Suan Phueng ab und richtete daraus einen „Zweigkreis“ (King Amphoe) ein. Er wurde „Ban Kha“ genannt.
Das gegenwärtige Verwaltungsgebäude wurde am 29. März 1999 eröffnet.
Am 15. Mai 2007 hatte die thailändische Regierung beschlossen, alle 81 King Amphoe in den einfachen Amphoe-Status zu erheben, um die Verwaltung zu vereinheitlichen.
Mit der Veröffentlichung in der Royal Gazette „Issue 124 chapter 46“ vom 24. August 2007 trat dieser Beschluss offiziell in Kraft.

## Verwaltung

### Provinzverwaltung
Der Landkreis Ban Kha ist in drei Tambon („Unterbezirke“ oder „Gemeinden“) eingeteilt, die sich weiter in 40 Muban („Dörfer“) unterteilen.
| Nr. | Name           | Thai       | Muban | Einw. |
| --- | -------------- | ---------- | ----- | ----- |
| 1.  | Ban Kha        | บ้านคา      | 16    | 8.556 |
| 2.  | Ban Bueng      | บ้านบึง      | 13    | 9.161 |
| 3.  | Nong Phan Chan | หนองพันจันทร์ | 11    | 6.420 |

### Lokalverwaltung
Im Landkreis gibt es drei „Tambon-Verwaltungsorganisationen“ (องค์การบริหารส่วนตำบล – Tambon Administrative Organizations, TAO)
- Ban Kha (Thai: องค์การบริหารส่วนตำบลบ้านคา) bestehend aus dem kompletten Tambon Ban Kha.
- Ban Bueng (Thai: องค์การบริหารส่วนตำบลบ้านบึง) bestehend aus dem kompletten Tambon Ban Bueng.
- Nong Phan Chan (Thai: องค์การบริหารส่วนตำบลหนองพันจันทร์) bestehend aus dem kompletten Tambon Nong Phan Chan.